# Santa Catarina (Guanajuato)
Santa Catarina es una localidad del estado mexicano de Guanajuato. Es la cabecera del municipio de Santa Catarina.

## Toponimia
El nombre de la población hace referencia a la santa patrona de la localidad: Catalina de Alejandría.

## Demografía
| Gráfica de evolución demográfica |
|                                  |

| Censo | Población |
| ----- | --------- |
| 1900  | 2 196     |
| 1910  | 718       |
| 1921  | 770       |
| 1930  | 247       |
| 1940  | 252       |
| 1950  | 394       |
| 1960  | 552       |
| 1970  | 402       |
| 1980  | 515       |
| 1990  | 893       |
| 2000  | 1 268     |
| 2010  | 1 463     |
| 2020  | 1 681     |